# Browary Restauracje Spiż

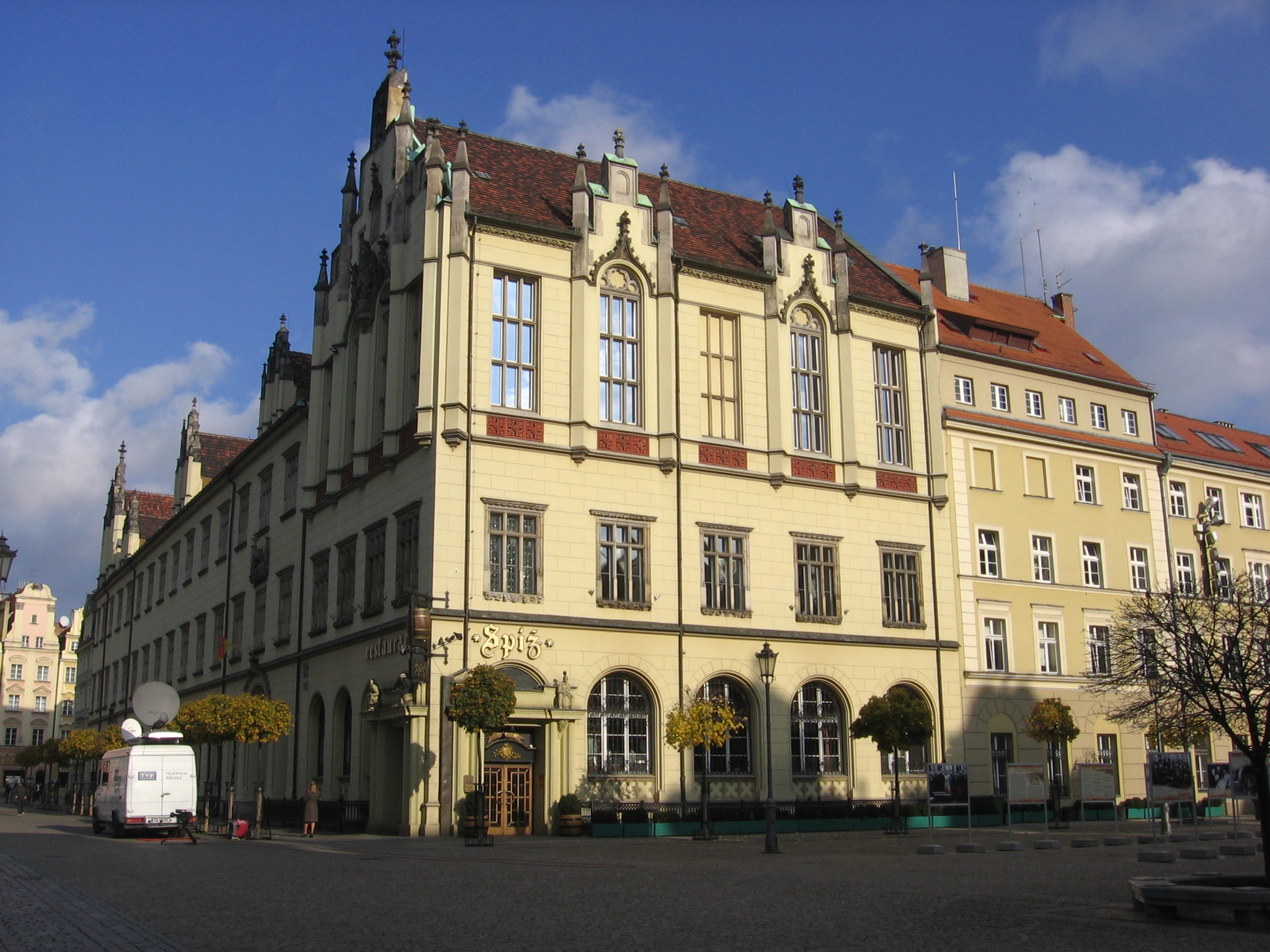
Browar i restauracja Spiż we Wrocławiu

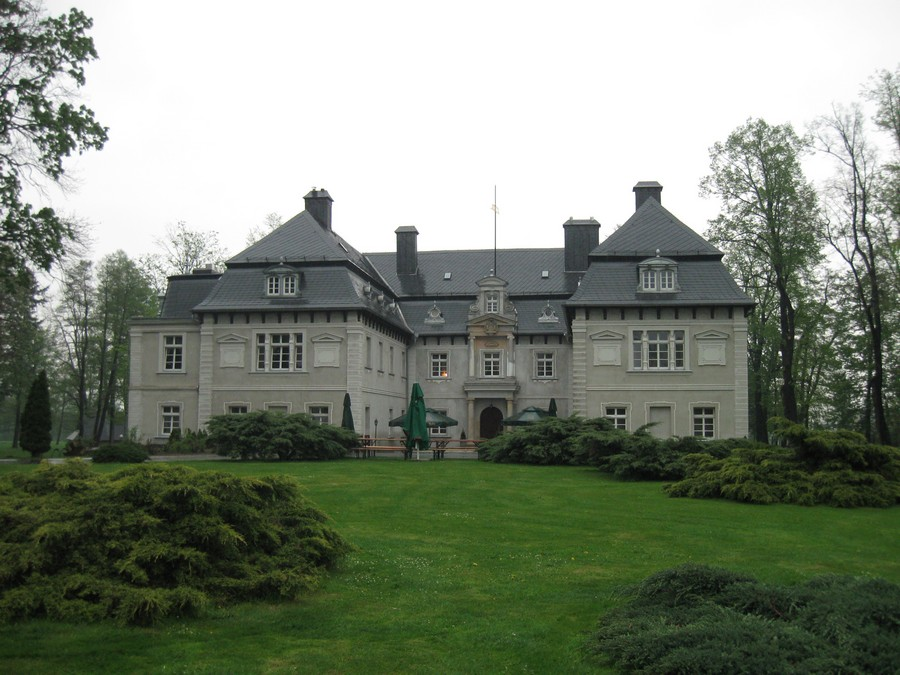
Hotel i restauracja Spiż w Miłkowie

Browary Restauracje Spiż – polskie przedsiębiorstwo działające w branżach: gastronomicznej, piwowarskiej, rozrywkowej i hotelarskiej. Firma jest członkiem Stowarzyszenia Regionalnych Browarów Polskich.
Założycielem firmy jest wrocławski przedsiębiorca branży spożywczej i konsul honorowy Meksyku, Bogdan Spiż. Na początku lat 90. XX wieku był on właścicielem spółki Spiż-Legpol zajmującej się rozlewem do puszek piwa marki Okocim oraz produkującej na rynek polski napój gazowany Sinalco.
Aktualnie przedsiębiorstwem Browary Restauracje Spiż zarządza syn założyciela firmy, Arkadiusz Spiż.

## Historia
Przedsiębiorstwo powstało w 1992 roku. Było prekursorem na polskim rynku gastronomicznym w segmencie prowadzenia browaru restauracyjnego, który założyło od podstaw w piwnicach gmachu Nowego Ratusza we Wrocławiu.
W 1996 roku działalność firmy została rozszerzona. Pod szyldem Spiż zostały stworzone restauracja i hotel w zabytkowym pałacu Matuschków w Miłkowie.
W 2005 roku przedsiębiorstwo otworzyło w dawnej drukarni przy ul. Opolskiej w Katowicach drugi ze swoich browarów restauracyjnych, a także klub muzyczny. Lokal ten został zamknięty w 2012 roku, został ponownie otwarty w 2013 roku.
Firma planowała otworzyć browar restauracyjny w pałacu Promnitzów w Tychach, później w Opolu przy ul. Krakowskiej, a następnie w jednej z kamienic przy ul. Mariackiej w Katowicach.
Od 2011 roku firma współpracuje z władzami samorządowymi Świdnicy. W celu promocji miasta produkuje piwa Marcegorz i Świdnickie. Ponadto od 2012 roku współpracuje z przedsiębiorstwem Hotele De Silva, z którym wspólnie planuje otwarcie minibrowaru w Krakowie.

## Portfolio marek piwa
- Marcegorz
- Spiż
  - ciemne
  - czekoladowe
  - jasne
  - karmelowe
  - miodowe
  - mocne
  - pszeniczne
  - AIPA (premiera w maju 2015 na wrocławskim Festiwalu Dobrego Piwa, od sierpnia 2015 dostępne w browarze)
  - wiśniowe (premiera w czerwcu 2016 na wrocławskim Festiwalu Dobrego Piwa)
- Świdnickie